# 청원군의 국회의원

## 행정 구역 변천
- 1945년 8월 15일 충청북도 청주군
- 1946년 6월 1일 청주군 청주읍이 청주부로 승격하고 청주군은 청원군으로 개칭
- 1963년 1월 1일 사주면이 청주시에 편입
- 1983년 2월 15일 강서면이 청주시에 편입
- 2000년 1월 1일 북일면이 내수읍으로 승격
- 2007년 1월 1일 오창면이 오창읍으로 승격
- 2012년 1월 1일 강외면이 오송읍으로 승격
- 2012년 7월 1일 부용면의 일부가 세종특별자치시에 편입되어 세종특별자치시의 출범 이전에 실시되는 제19대 총선 또한 세종특별자치시 선거구가 독립 선거구가 되며 청원군 선거구에서 제외되었다.[1]
- 2014년 7월 1일 청주시와 청원군이 통합하여 '청주시'를 설치하고 흥덕구를 분리하여 서원구를 설치하고, 상당구를 분리하여 청원구를 설치하였다.

## 청원군의 역대 국회의원 일람
| 대수         | 이름            | 소속정당   | 임기                               | 선거구역                                                                  | 개표결과 |
| ------------ | --------------- | ---------- | ---------------------------------- | ------------------------------------------------------------------------- | -------- |
| 제1대        | 홍순옥(洪淳玉)  | 무소속     | 1948년 5월 31일 ~ 1950년 5월 30일  | 청원군 갑: 사주면 낭성면 미원면 가덕면 남일면 남이면 문의면 현도면 부용면 | 보기     |
| 제1대        | 이만근(李萬根)  | 무소속     | 1948년 5월 31일 ~ 1950년 5월 30일  | 청원군 을: 강서면 강내면 강외면 옥산면 오창면 북이면 북일면               | 보기     |
| 제2대        | 이도영 (李道榮) | 무소속     | 1950년 5월 31일 ~ 1954년 5월 30일  | 청원군 갑: 사주면 낭성면 미원면 가덕면 남일면 남이면 문의면 현도면 부용면 |          |
| 제2대        | 곽의영(郭義榮)  | 무소속     | 1950년 5월 31일 ~ 1954년 5월 30일  | 청원군 을: 강서면 강내면 강외면 옥산면 오창면 북이면 북일면               |          |
| 제3대        | 신정호 (申正浩) | 무소속     | 1954년 5월 31일 ~ 1958년 5월 30일  | 청원군 갑: 사주면 낭성면 미원면 가덕면 남일면 남이면 문의면 현도면 부용면 |          |
| 제3대        | 곽의영(郭義榮)  | 자유당     | 1954년 5월 31일 ~ 1958년 5월 30일  | 청원군 을: 강서면 강내면 강외면 옥산면 오창면 북이면 북일면               |          |
| 제4대        | 오범수 (申正浩) | 자유당     | 1958년 5월 31일 ~ 1960년 7월 28일  | 청원군 갑: 사주면 낭성면 미원면 가덕면 남일면 남이면 문의면 현도면 부용면 |          |
| 제4대        | 곽의영(郭義榮)  | 자유당     | 1958년 5월 31일 ~ 1960년 7월 28일  | 청원군 을: 강서면 강내면 강외면 옥산면 오창면 북이면 북일면               |          |
| 제5대 민의원 | 신정호(申正浩)  | 민주당     | 1960년 7월 29일 ~ 1961년 5월 16일  | 청원군 갑: 사주면 낭성면 미원면 가덕면 남일면 남이면 문의면 현도면 부용면 |          |
| 제5대 민의원 | 김창수(金昌洙)  | 민주당     | 1960년 7월 29일 ~ 1961년 5월 16일  | 청원군 을: 강서면 강내면 강외면 옥산면 오창면 북이면 북일면               |          |
| 제6대        | 신관우(申灌雨)  | 민주공화당 | 1963년 12월 17일 ~ 1967년 6월 30일 | 청원군 일원(제2선거구)                                                    |          |
| 제7대        | 민기식(閔耭植)  | 민주공화당 | 1967년 7월 1일 ~ 1971년 6월 30일   | 청원군 일원(제2선거구)                                                    |          |
| 제8대        | 민기식(閔耭植)  | 민주공화당 | 1971년 7월 1일 ~ 1972년 10월 17일  | 청원군 일원(제2선거구)                                                    |          |
| 제9대        | 민기식(閔耭植)  | 민주공화당 | 1973년 3월 12일 ~ 1979년 3월 11일  | 청주시·청원군 일원(제1선거구)                                             |          |
| 제9대        | 이민우(李敏雨)  | 신민당     | 1973년 3월 12일 ~ 1979년 3월 11일  | 청주시·청원군 일원(제1선거구)                                             |          |
| 제10대       | 김현수(金顯秀)  | 민주통일당 | 1979년 3월 12일 ~ 1980년 10월 27일 | 청주시·청원군 일원(제1선거구)                                             |          |
| 제10대       | 이민우(李敏雨)  | 신민당     | 1979년 3월 12일 ~ 1980년 10월 27일 | 청주시·청원군 일원(제1선거구)                                             |          |
| 제11대       | 정종택(鄭宗澤)  | 민주정의당 | 1981년 4월 11일 ~ 1985년 4월 10일  | 청주시·청원군 일원(제1선거구)                                             |          |
| 제11대       | 윤석민(尹錫民)  | 한국국민당 | 1981년 4월 11일 ~ 1985년 4월 10일  | 청주시·청원군 일원(제1선거구)                                             |          |
| 제12대       | 정종택(鄭宗澤)  | 민주정의당 | 1985년 4월 11일 ~ 1988년 5월 29일  | 청주시·청원군 일원(제1선거구)                                             |          |
| 제12대       | 김현수(金顯秀)  | 신한민주당 | 1985년 4월 11일 ~ 1988년 5월 29일  | 청주시·청원군 일원(제1선거구)                                             |          |
| 제13대       | 신경식(辛卿植)  | 민주정의당 | 1988년 5월 30일 ~ 1992년 5월 29일  | 청원군 일원                                                               |          |
| 제14대       | 신경식(辛卿植)  | 민주자유당 | 1992년 5월 30일 ~ 1996년 5월 29일  | 청원군 일원                                                               |          |
| 제15대       | 신경식(辛卿植)  | 신한국당   | 1996년 5월 30일 ~ 2000년 5월 29일  | 청원군 일원                                                               |          |
| 제16대       | 신경식(辛卿植)  | 한나라당   | 2000년 5월 30일 ~ 2004년 5월 29일  | 청원군 일원                                                               |          |
| 제17대       | 변재일(卞在一)  | 열린우리당 | 2004년 5월 30일 ~ 2008년 5월 29일  | 청원군 일원                                                               |          |
| 제18대       | 변재일(卞在一)  | 통합민주당 | 2008년 5월 30일 ~ 2012년 5월 29일  | 청원군 일원                                                               |          |
| 제19대       | 변재일(卞在一)  | 민주통합당 | 2012년 5월 30일 ~ 2016년 5월 29일  | 청원군 일원                                                               |          |

## 같이 보기
- 청주시의 국회의원
- 청주시 상당구의 국회의원
- 청주시 흥덕구의 국회의원
- 청주시 청원구의 국회의원
- 청주시 서원구의 국회의원
- 세종특별자치시의 국회의원